# Il re pastore (Mozart)
Il re pastore  (K 208) è un melodramma in due atti musicato da Wolfgang Amadeus Mozart su libretto di Pietro Metastasio.
Composta a Salisburgo all'inizio del 1775, l'opera fu scritta per il soggiorno dell'arciduca Massimiliano d'Asburgo-Lorena, figlio dell'imperatrice Maria Teresa d'Asburgo, su commissione dell'arcivescovo Colloredo.

Il libretto è una rielaborazione di Giambattista Varesco dell'omonimo melodramma di Metastasio, ridotto da tre a due atti.
La prima rappresentazione ebbe luogo il 23 aprile 1775 alla residenza arcivescovile di Salisburgo. Il ruolo di Aminta fu interpretato dal castrato Tommaso Consoli.

## Cast della prima assoluta
| Personaggio | Tipologia vocale | Interpreti della prima 23 aprile 1775 (direttore Wolfgang Amadeus Mozart) |
| ----------- | ---------------- | ------------------------------------------------------------------------- |
| Alessandro  | tenore           | Franz Anton Spitzeder                                                     |
| Aminta      | soprano castrato | Tommaso Consoli                                                           |
| Elisa       | soprano          | Maria Anna Fesemayr                                                       |
| Tamiri      | soprano          | Maria Magdalena Lipp/Maria Anna Braunhofer                                |
| Agenore     | tenore           | Felix Hofstätter                                                          |

## Trama
L'azione si svolge a Sadia (l'odierna Sidone), nell'antica Fenicia. Alessandro Magno conquista la città e spodesta il tiranno Stratone, che aveva usurpato il trono scacciando il legittimo erede al trono Abdolomino il quale era cresciuto sotto il nome di Aminta, pastore ignaro delle sue origini illustri. Scopo di Alessandro è quello di reinsediare Aminta/Abdolomino sul trono, sebbene il suo nobile intento vada a rovinare i progetti di vita del pastore, innamorato della nobile Elisa che però cerca di avallare la sua ascesa al trono perché così potrebbe unirsi a uno sposo di lei. A complicare la vicenda contribuisce la coppia formata da Tamiri, figlia di Stratone che vuole vendicarsi perché il padre si è suicidato prima che l'invasore lo graziasse, e da Agenore, consigliere di Alessandro che cerca di perorare la causa dell'amata ma equivocando le parole del suo padrone la rende promessa sposa ad Aminta contro la sua volontà. 

Fortunatamente tutti i nodi vengono al pettine, e Alessandro riforma le coppie originarie, permettendo ad Aminta di regnare con Elisa sul trono di Sidone, mentre promette un regno ad Agenore e Tamiri per ricompensarla del regno paterno perduto. L'opera si conclude con un coro che inneggia alle virtù di Alessandro.

## Organico orchestrale
L'organico orchestrale prevede l'utilizzo di
- 2 flauti, 2 oboi (anche corni inglesi), 2 fagotti
- 4 corni, 2 trombe
- timpani
- archi.

Il basso continuo nei recitativi secchi è garantito dal clavicembalo e dal violoncello.

## Struttura musicale
- Overtura

### Atto primo
- N. 1 Aria Intendo, amico rio (Aminta)
- N. 2 Aria Alla selva, al prato, al fonte (Elisa)
- N. 3 Aria Aer tranquillo e dì sereni (Aminta)
- N. 4 Aria Si spande al sole in faccia (Alessandro)
- N. 5 Aria Per me rispondete (Agenore)
- N. 6 Aria Di tante sue procelle (Tamiri)
- N. 7 Duetto Vanne a regnar ben mio (Elisa, Aminta)

### Atto secondo
- N. 8 Aria Barbaro! oh Dio mi vedi (Elisa)
- N. 9 Aria Se vincendo vi rendo felici (Alessandro)
- N. 10 Rondò L'amerò, sarò costante (Aminta)[1]
- N. 11 Aria Se tu di me fai dono (Tamiri)
- N. 12 Aria Sol può dir come si trova (Agenore)
- N. 13 Aria Voi che fausti ognor donate (Alessandro)
- N. 14 Coro [Quintetto] Viva l'invitto duce (tutti)

## Discografia
| Anno | Cast (Aminta, Elisa, Alessandro, Agenore, Tamiri)                                    | Direttore            | Etichetta |
| ---- | ------------------------------------------------------------------------------------ | -------------------- | --------- |
| 1967 | Reri Grist, Lucia Popp, Luigi Alva, Nicola Monti, Arlene Saunders                    | Denis Vaughan        | RCA       |
| 1989 | Angela Maria Blasi, Sylvia McNair, Jerry Hadley, Claes Hakan Ahnsjö, Iris Vermillion | Neville Marriner     | Philips   |
| 1995 | Ann Murray, Eva Mei, Roberto Saccà, Markus Schäfer, Inga Nielsen                     | Nikolaus Harnoncourt | Teldec    |